# 加斯廷 (加利福尼亚州)
加斯廷（英語：Gustine），是美国加利福尼亚州默塞德县下属的一座城市。建市于1915年11月11日，面积大约为1.55平方英里（4平方公里）。根据2010年美国人口普查，该市有人口5,520人。